# Mecano (Nederlandse band)
Mecano, sinds 2013 bekend als Mecano Un-Ltd., is een Nederlandse band die in 1977 werd opgericht door kunstschilder Dirk Polak. De band heeft verschillende bezettingen gekend, met Polak als constante factor.

## Geschiedenis
Aanvankelijk manifesteerde Mecano zich als een punkband, maar de groep ontwikkelde zich in 1980 met drummer Ton Lebbink en de gebroeders Bolten tot een new waveband en kunstenaarscollectief. Binnen het Mecano-collectief werd geëxperimenteerd met schilderkunst, literatuur, gedichten, beeldhouwkunst en andere kunstvormen. Het collectief zou decennialang actief blijven. 
In 2005 werd het collectief voortgezet door Dirk Polak en Tejo Bolten, en verscheen het album "Snake Tales For Dragon". In 2007 verscheen het dubbelalbum "Those Revolutionary Days". Er werd opnieuw opgetreden en er werden exposities gehouden in het buitenland, in onder meer Griekenland en Frankrijk.
Een uitnodiging om in 2013 in Tel Aviv te spelen, bracht de derde incarnatie van Mecano, vanaf nu Mecano Un-Ltd. genoemd. Polak, Ritsema, Karucci en Rozenblum werden vergezeld door Peter Jessen (bas) en Sin (drums). Een internationaal gezelschap, met Nederlandse, Israëlische, half-Deense en Kroatische leden.
Een volgend album kwam voort uit de samenwerking van Polak en Ness. Het resultaat, "Mecano Unlimited", kostte hen anderhalf jaar. Mick speelde, produceerde en mixte voornamelijk, terwijl Dirk schreef, zong en zich bezighield met de cover van het album. Samen met Out of Print Records van Mecano en wat hulp van fans en vrienden werd het bij Tonefloat uitgebracht.
Dit leidde tot een vierde incarnatie, met vrijwel dezelfde band als in Tel Aviv; Rozenblum verliet de band. Naast diverse optredens in Nederland, trad Mecano in 2017 opnieuw in Tel Aviv op. In 2018 speelde de groep in Athene. In 2019 verscheen de autobiografie van Dirk Polak bij Overamstel uitgevers.
In 2023 bracht Mecano Un-Ltd. wederom in Athene en ook in São Paulo, Brazilië werd opgetreden.

## Originele bezetting
- Dirk Polak – accordeon, drums, zang
- Pieter Kooyman – gitaar
- Tejo Bolten – basgitaar, klarinet
- Ton Lebbink – drums
- Cor Bolten – gitaar, toetsinstrumenten, viool

## Bezetting 2016
- Dirk Polak - accordeon, zang en teksten
- Mark Ritsema - gitaar en zang
- Mick Ness - gitaar, basgitaar, toetsen en zang
- Peter Jessen - basgitaar en zang
- Sin - Drums
- Idan Karucci - gitaar, synthesizer en effecten

## Discografie
- Face Cover Face (1978), single, vinyl
- Escape the Human Myth (1980), single, vinyl
- Untitled (1980), EP, vinyl
- Subtitled (1980), EP, vinyl
- Entitled (1981), LP, vinyl
- Robespierre's Re-Marx (1981), single vinyl
- Retitled (1983),  LP vinyl
- Autoportrait (1983), LP vinyl
- Titled (1986), cd
- Half Inch Universe (1996), cd, Griekenland
- Half Inch Universe (2002), dubbel cd
- Snake Tales for Dragons (2005), cd
- Those Revolutionary Days (2007), dubbel cd
- Mecano Unlimited (2016), LP vinyl
- Waving Goodbye (2023), cd